# 湖南町馬入新田
湖南町馬入新田（こなんまち ばにゅうしんでん）は、福島県郡山市の大字である。郵便番号は963-1632。

## 地理
郡山市南西部の湖南地区に属する。湖南町福良の中央部に位置し、江戸時代に馬入峠の麓の平地が新田開発され福良村から分村された地域にあたり、概ね町村制施行以前の安積郡馬入新田村の流れを汲む地域である。一級水系阿賀野川水系菅川中流域の平地を主な範囲とし、その名の通り田畑が広がり、峠への街道筋である福島県道235号羽鳥福良線が南北に縦貫し、旧道沿線に集落が位置する。湖南町福良に所在する郡山北警察署福良駐在所、及び湖南町三代に所在する郡山消防署湖南分署がそれぞれ管轄にあたる。

### 主な字
字
- 布山京
- 家ノ前
- 下ノ原道東
- 二ツ家

<

### 河川・湖沼
一級水系阿賀野川水系
- 菅川

## 歴史
- 1879年1月27日 - 旧会津藩領馬入新田村が福島県内における郡区町村制の施行により安積郡の村となる。
- 1889年4月1日 - 町村制の施行により馬入新田村が福良村と合併し安積郡福良村が発足する。旧馬入新田村域は新たな福良村の大字となる。
- 1955年3月31日 - 福良村と周辺4村との合併により湖南村が発足し、湖南村の大字となる。
- 1965年5月1日 - 湖南村が郡山市、安積郡全町村および田村郡田村町と合併し新たな郡山市が設立され、郡山市の大字となる。

## 世帯数と人口
2024年1月1日現在の世帯数と人口は以下の通りである。
| 大字           | 世帯数 | 人口 |
| -------------- | ------ | ---- |
| 湖南町馬入新田 | 18世帯 | 33人 |

## 小・中学校の学区
市立小・中学校に通う場合、学区は以下の通りとなる。
| 番地 | 小学校             | 中学校             |
| ---- | ------------------ | ------------------ |
| 全域 | 郡山市立湖南小学校 | 郡山市立湖南中学校 |

## 交通

### 道路
- 福島県道235号羽鳥福良線

## 施設等
- 馬入新田の水芭蕉